# Unione Sportiva Salernitana 1919
Pour les articles homonymes, voir Salerno (homonymie).
Maillots
Actualités
L’Unione Sportiva Salernitana 1919, couramment appelé la Salernitana, est un club de football italien, fondé en 1919. Il est basé à Salerne, dans la région Campanie et évolue dans le Stade Arigis.

## Historique
Fondé en 1919 grâce à des associés dirigés par Matteo Schiavone, elle avait Adalgiso Onesti comme premier président.
Le 19 juin 2019, le club a célébré son 100e anniversaire, et modifie l'emblème sur le maillot pour la saison 2019-20, faisant référence à un logo utilisé dans les années 1940.
Lors de la saison 2020-21, l'équipe, entraînée par Fabrizio Castori, termine le championnat à la deuxième place derrière le leader, Empoli, en obtenant une promotion directe à la Serie A vingt deux ans après sa précédente expérience dans l'élite de 1998-1999.

## Identité du club

### Changements de nom
- 1919-1922 : Unione Sportiva Salernitana
- 1922-1927 : Società Sportiva Salernitanaudax
- 1927-1945 : Unione Sportiva Fascista Salernitana
- 1945-1977 : Unione Sportiva Salernitana
- 1977-2005 : Salernitana Sport
- 2005-2011 : Salernitana Calcio 1919
- 2011-2012 : Salerno Calcio
- 2012- : Unione Sportiva Salernitana 1919

## Joueurs et personnalités emblématiques

### Entraîneurs
• Delio Rossi
• Gipo Viani

### Effectif professionnel actuel
Le premier tableau liste l'effectif professionnel de l'US Salernitana pour la saison 2024-2025. Le second recense les prêts effectués par le club lors de cette même saison.
En grisé, les sélections de joueurs internationaux chez les jeunes mais n'ayant jamais été appelés aux échelons supérieurs une fois l'âge-limite dépassé ou les joueurs ayant pris leur retraite internationale.

### Joueurs emblématiques
- Edoardo Artistico (it)
- Daniele Balli
- Stefano Bettarini
- Emiliano Bigica (it)
- Erjon Bogdani
- Dražen Bolić
- Roberto Breda (it)
- Fabrizio Cammarata (it)
- Vincenzo Chianese (it)
- Andrei Cristea
- Jean-Pierre Cyprien
- Agostino Di Bartolomei
- David Di Michele
- Marco Di Vaio
- Marco Ferrante
- Salvatore Fresi
- Giuseppe Galderisi
- Gennaro Gattuso
- Federico Giampaolo (it)
- Mark Iuliano
- Fabrizio Lorieri (it)
- Pasquale Luiso
- Fabio Maistro
- Giuseppe Mascara
- Phil Masinga
- Cristian Molinaro
- Ruslan Nigmatullin
- Siyabonga Nomvethe
- Franck Ribéry[3]
- Franco Semioli
- Rigobert Song
- Salvatore Soviero (it)
- Giacomo Tedesco
- Giovanni Tedesco
- Ighli Vannucchi
- Walter Zenga
- Marc-André Zoro

## Stade

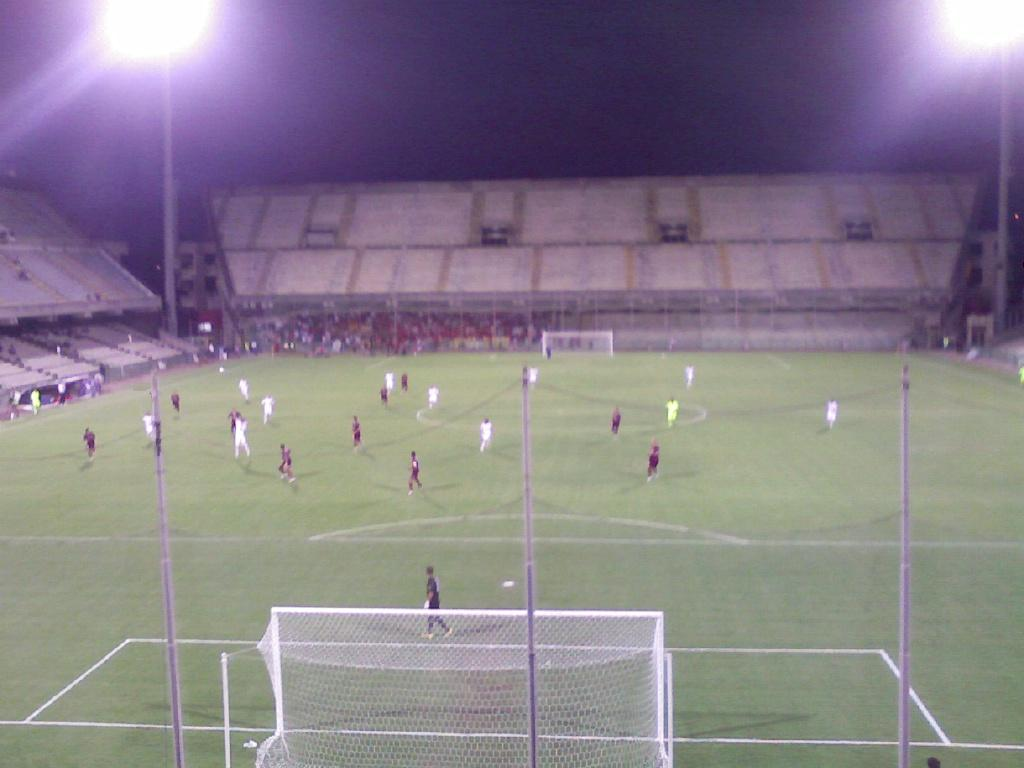
08-08-2009: Coppa Italia 2009-2010: Salernitana-Bénévent Calcio

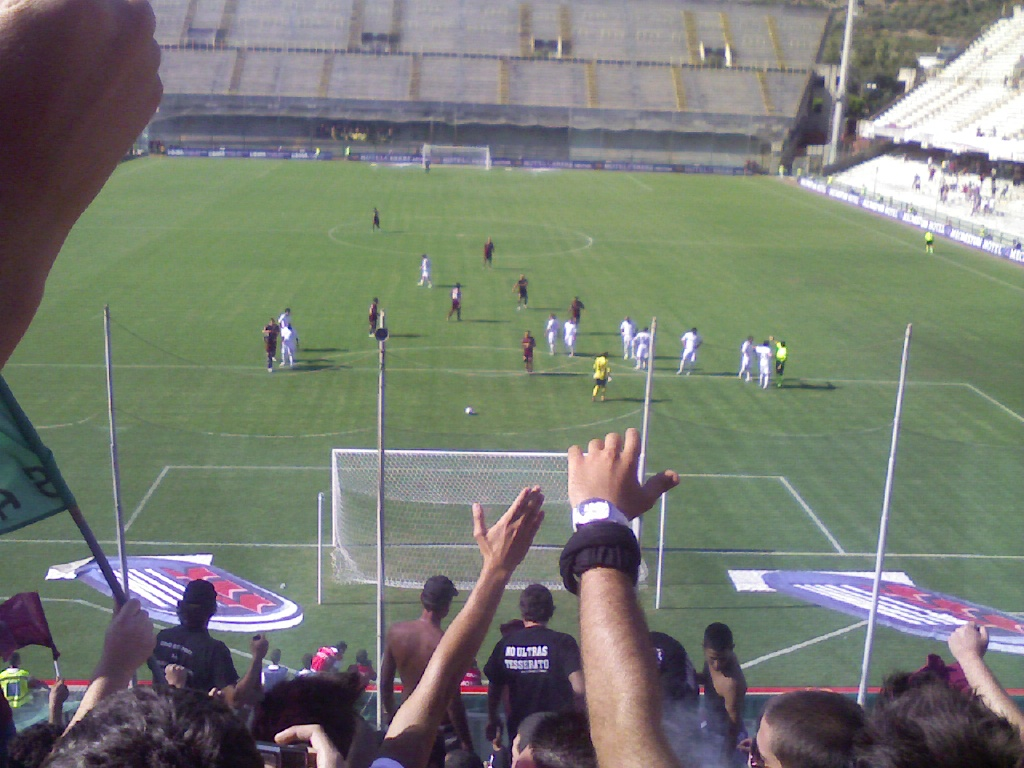
06-09-2009: Serie B, Salernitana-Modene FC

Stade Arigis

## Palmarès et records

### Palmarès
- 2 championnats de Serie B : 1946-1947, 1997-1998
- 4 championnats de Serie C : 1937-1938, 1965-1966, 2007-2008, 2014-2015

### Records individuels
|   | Nom               | Matchs | Dates                |
| - | ----------------- | ------ | -------------------- |
| 1 | Ciro Ferrara      | 269    | 1986-1993, 1997-1998 |
| 2 | Roberto Breda     | 245    | 1993-1999, 2003-2005 |
| 3 | Carmine Iacovazzo | 242    | 1938-1949            |
| 4 | Luca Fusco        | 231    | 1997-2003, 2007-2010 |
| = | Vincenzo Leccese  | 231    | 1980-1987            |

|   | Nom                | Buts | Dates                           |
| - | ------------------ | ---- | ------------------------------- |
| 1 | Giovanni Pisano    | 63   | 1992-1997                       |
| 2 | Giovanni Zaccaro   | 60   | 1980-1985                       |
| 3 | Antonio Valese     | 55   | 1933-1934, 1936-1941, 1944-1947 |
| 4 | Vincenzo Margiotta | 53   | 1941-1942, 1944-1948            |
| 5 | David Di Michele   | 48   | 1998-2001                       |